# 아자부구
아자부구(일본어: 麻布区)는 도쿄에 있던 구이다.

## 역사
- 1878년 11월 2일, 도쿄부 아자부 구 설치
- 1889년 5월 1일, 시제 시행으로 도쿄시 아자부 구가 됨.
- 1943년 7월 1일, 도쿄도제 시행으로 도쿄도 아자부 구가 됨.
- 1947년 3월 15일, 시바구와 아자부 구, 아카사카구를 합쳐 미나토구를 설치함.